# Gustavo Pinto
Gustavo Hernán Pinto (Buenos Aires, 29 de maio de 1979) é um ex-futebolista profissional argentino que atuava como meia.

## Carreira
Gustavo Pinto se profissionalizou no Boca Juniors.

### Boca Juniors
Gustavo Pinto integrou o Boca Juniors na campanha vitoriosa da Libertadores da América de 2001 e 2003.

## Títulos
Boca Juniors
- Primera Division Argentina: Apertura 2003
- Taça Libertadores da América: 2000, 2001 e 2003
- Copa Intercontinental: 2003